# Weverson Leandro Oliveira Moura
Weverson Leandro Oliveira Moura (Brasilia, 12 mei 1993) - alias Leandro - is een Braziliaans voetballer die bij voorkeur als aanvaller speelt. Hij verruilde in januari 2014 Grêmio voor Palmeiras, dat hem in het voorgaande seizoen al huurde.

## Clubcarrière
Leandro speelde in de jeugd bij Guará-DF, CFZ de Brasília, Gama en Grêmio. In 2011 debuteerde hij voor Grêmio in de Série A. In dat jaar scoorde hij één doelpunt in 22 wedstrijden. In 2012 scoorde hij zeven doelpunten in evenveel wedstrijden.
Grêmio verhuurde Leandro in februari 2013 voor tien maanden aan Palmeiras, op dat moment actief in de Série B. Hiermee bewerkstelligde hij promotie naar de Série A. Palmeiras nam Leandro daarop definitief over.
Gedurende het seizoen 2015-2016 werd Leandro verhuurd aan Santos FC, op dat moment actief op het hoogste niveau van Brazilië.

## Interlandcarrière
Op 4 april 2013 werd Leandro door bondscoach Luiz Felipe Scolari opgeroepen voor een vriendschappelijke interland tegen Bolivia. Hij viel na 78 minuten in voor Ronaldinho. In de extra tijd zette hij de 0-4-eindstand op het bord.